# Charles Louis Auguste Fouquet de Belle-Isle
Pour les articles homonymes, voir Belle-Île et Fouquet.
Charles-Louis-Auguste Fouquet de Belle-Isle, né le 22 septembre 1684 à Villefranche-de-Rouergue et mort le 26 janvier 1761 à Versailles, petit-fils du surintendant des finances de Louis XIV, Nicolas Fouquet, est un officier et diplomate français qui est nommé maréchal de France en 1740. 
Duc de Belle-Isle, duc de Gisors, pair de France (1748), chevalier des Ordres du Roi et de la Toison d'or, prince de l'Empire, il devient ministre d'État en 1756 et secrétaire d'État à la Guerre en 1758.

## Biographie

### Famille
Il est le fils de Louis Fouquet, marquis de Belle-Isle (1661-1738) et de Catherine Agnès de Lévis (1660-1728).
Le 20 mai 1721, il épouse Henriette-Françoise de Durfort de Civrac (1678-1723).
En 1729, il épouse en secondes noces Marie-Casimire de Béthune, qui en 1732 lui donne un fils Louis-Marie Fouquet de Belle-Isle, gouverneur de Metz en 1756, mort au combat pendant la guerre de Sept Ans (1758).
Il désigne le marquis de Castries comme légataire universel.

### Formation
Il étudie au collège de Sorèze en même temps que son frère, Louis Charles Armand Fouquet de Belle-Isle, connu comme « le chevalier de Belle-Isle », qui sera par la suite son conseiller.

### Carrière jusqu'en 1740
Il se distingue sous Louis XIV dans la guerre de Succession d'Espagne et pendant la Régence dans la guerre de la Quadruple Alliance (1718-1720).
En 1727, il est nommé gouverneur des Trois-Évêchés (Metz, Toul et Verdun) et promu lieutenant général en 1732.
En 1734, pendant la guerre de Succession de Pologne, il sert dans l'armée du Rhin sous les ordres du maréchal de Berwick.
Habile diplomate, il contribue à assurer la cession par François de Lorraine des duchés de Lorraine et de Bar lors des pourparlers entre la France et l'Autriche, qui aboutissent au traité de Vienne de 1738 : le trône ducal est transféré à Stanislas Leszczynski, roi de Pologne vaincu, et les duchés deviendront français à sa mort (en 1766).
Belle-Isle est élevé à la dignité de maréchal de France en 1741,.

### La guerre de Succession d'Autriche
Lorsque l’empereur Charles VI meurt en octobre 1740, remplacé à la tête des possessions héréditaires des Habsbourg par sa fille Marie-Thérèse, Belle-Isle est à la tête du parti de la guerre. Il pousse le roi Louis XV et son ministre, le cardinal de Fleury à s’engager dans un conflit avec l'Autriche en soutenant l'électeur de Bavière Charles-Albert, cousin issu de germains de son épouse.
Le 25 janvier 1741, à la mort de Chauvelin, il est nommé ambassadeur extraordinaire auprès de la diète d'Empire (Reichstag), à Ratisbonne, pour soutenir l'élection comme empereur de l'électeur de Bavière (celui-ci sera élu seulement en janvier 1742, sous le nom de Charles VII).
La guerre de Succession d'Autriche commence dès décembre 1740 par l'occupation de la Silésie par la Prusse de Frédéric II, avec qui la France et la Bavière concluent une alliance en juin 1741.
Durant l'été 1741, Belle-Isle participe à l'offensive franco-bavaroise, d'abord vers l'Autriche où Linz est prise en septembre, puis la Bohême où Prague est prise en octobre 1741 ; mais à partir de juin 1742, Marie-Thérèse ayant rétabli la situation, une armée autrichienne établit le siège autour de Prague et l'armée française doit renoncer à défendre la ville : le maréchal de Broglie évacue un premier corps en septembre, le maréchal de Belle-Isle un second (14 000 hommes) en décembre. La retraite a lieu dans des conditions difficiles, mais il parvient à quitter la Bohême.
Par la suite, il est chargé de défendre le Dauphiné et la Provence, que menacent les armées de l'Autriche et du royaume de Sardaigne (1746).
Le 16 mai 1756, il devint ministre d'État et, le 3 mars 1758, secrétaire d'État au département de la Guerre.

### Son action comme gouverneur des Trois-Évêchés
Gouverneur de la province des Trois-Évêchés en résidence à Metz durant plus de trente ans (de 1727 à sa mort), il crée la Société royale des sciences et des arts de la ville de Metz, où il participe également à la construction de l'abbatiale Sainte-Glossinde de Metz, de l'église Saint-Simon-Saint-Jude (1737-1740), de l'hôtel de l'Intendance (aujourd’hui préfecture), de la place d'Armes (1770) et de l'opéra-théâtre (1738-1752). On lui attribue cette déclaration osée : « la ville de Metz est ma maîtresse ».
Il se trouve parfois en conflit avec l'évêque de la ville, Claude Charles de Rouvroy de Saint-Simon.

### Divers
Il a été un des protecteurs du comte de Saint-Germain.
En 1749, il est élu à l'Académie française. Voltaire a dit de lui : « Il écrivait d'une manière simple et commune, et on ne se serait jamais aperçu, par le style de ses dépêches, de la force et de l'activité de ses idées ».
Un portrait du duc (pastel de 59 × 50 cm) par Maurice Quentin de La Tour, semblable à celui reproduit ci-contre, a été vendu à deux reprises par Christie's, en 1992  puis à New York le 23 janvier 2004.

## Armoiries
| Figure | Nom du prince et blasonnement                                                         |
|        | Armes du duc de Belle-Isle Écartelé : aux 1 et 4, de Fouquet ; aux 2 et 3, de Lévis., |

## Source partielle
Marie-Nicolas Bouillet  et Alexis Chassang (dir.), « Charles Louis Auguste Fouquet de Belle-Isle » dans Dictionnaire universel d’histoire et de géographie, 1878 (lire sur Wikisource)